# 룡대역
룡대역(龍臺驛)은 조선민주주의인민공화국 함경남도 단천시에 있는 철도역이다.

## 역사
- 1924년 10월 11일 : 영업 개시[2]